# Ranking FIDE
A Fédération Internationale des Échecs (FIDE) é a organização que regulamenta o xadrez como competição e o ranking. Em intervalos mensais, ela publica as listas de "Enxadristas Top 100 Absoluto", "Top 100 Feminino", "Top 100 Junior Absoluto" e "Top 100 Junior Feminino", e também os rankings de países e rating médio de seus enxadristas top 10. Os rankings utilizam o Rating ELO.

## Absoluto
Os 20 jogadores com os maiores ratings, segundo o ranking da FIDE em janeiro de 2025, são os seguintes:
| Ranking | Jogador                 | Rating |
| ------- | ----------------------- | ------ |
| 1       | Magnus Carlsen          | 2831   |
| 2       | Fabiano Caruana         | 2803   |
| 3       | Hikaru Nakamura         | 2802   |
| 4       | Arjun Erigaisi          | 2801   |
| 5       | Gukesh Dommaraju        | 2777   |
| 6       | Nodirbek Abdusattorov   | 2768   |
| 7       | Alireza Firouzja        | 2763   |
| 8       | Ian Nepomniachtchi      | 2754   |
| 9       | Wei Yi                  | 2751   |
| 10      | Viswanathan Anand       | 2750   |
| 11      | Levon Aronian           | 2747   |
| 12      | Wesley So               | 2747   |
| 13      | R Praggnanandhaa        | 2741   |
| 14      | Leinier Domínguez Pérez | 2741   |
| 15      | Jan-Krzysztof Duda      | 2740   |
| 16      | Lê Quang Liêm           | 2739   |
| 17      | Ding Liren              | 2734   |
| 18      | Hans Niemann            | 2734   |
| 19      | Maxime Vachier-Lagrave  | 2733   |
| 20      | Vincent Keymer          | 2733   |

## Feminino
Mulheres podem jogar nos mesmos eventos que os homens, e participam do ranking absoluto, mas também possuem competições femininas e o ranking entre elas. As 20 jogadoras com maiores ratings no ranking de janeiro de 2025 são as seguintes:
| Ranking | Jogadora               | Rating |
| ------- | ---------------------- | ------ |
| 1       | Hou Yifan              | 2633   |
| 2       | Ju Wenjun              | 2561   |
| 3       | Tan Zhongyi            | 2561   |
| 4       | Lei Tingjie            | 2552   |
| 5       | Aleksandra Goryachkina | 2546   |
| 6       | Koneru Humpy           | 2523   |
| 7       | Nana Dzagnidze         | 2518   |
| 8       | Kateryna Lagno         | 2515   |
| 9       | Anna Muzychuk          | 2515   |
| 10      | Zhu Jiner              | 2514   |
| 11      | Polina Shuvalova       | 2508   |
| 12      | Alina Kashlinskaya     | 2493   |
| 13      | Bibisara Assaubayeva   | 2492   |
| 14      | Divya Deshmukh         | 2490   |
| 15      | Mariya Muzychuk        | 2490   |
| 16      | Harika Dronavalli      | 2489   |
| 17      | Alexandra Kosteniuk    | 2484   |
| 18      | Nino Batsiashvili      | 2476   |
| 19      | Vaishali Rameshbabu    | 2476   |
| 20      | Yuliia Osmak           | 2463   |

## Junior Absoluto
São considerados juniors os jogadores que terão menos de 21 anos na integridade do ano civil. Os 20 jogadores junior com os maiores ratings, segundo o ranking da FIDE em janeiro de 2025, são os seguintes:
| Ranking | Jogador              | Rating |
| ------- | -------------------- | ------ |
| 1       | Gukesh Dommaraju     | 2783   |
| 2       | R Praggnanandhaa     | 2741   |
| 3       | Javokhir Sindarov    | 2692   |
| 4       | Raunak Sadhwani      | 2675   |
| 5       | Volodar Murzin       | 2657   |
| 6       | Daniel Dardha        | 2645   |
| 7       | Leon Luke Mendonca   | 2639   |
| 8       | Ediz Gürel           | 2624   |
| 9       | Aydin Suleymanli     | 2623   |
| 10      | Pranav V             | 2615   |
| 11      | Bardiya Daneshvar    | 2604   |
| 12      | Abhimanyu Mishra     | 2600   |
| 13      | Yağız Kaan Erdoğmuş  | 2599   |
| 14      | Christopher Yoo      | 2588   |
| 15      | Pranesh M            | 2586   |
| 16      | Marc'Andria Maurizzi | 2579   |
| 17      | Denis Lazavik        | 2578   |
| 18      | Bharath Subramaniyam | 2567   |
| 19      | Aleksey Grebnev      | 2555   |
| 20      | Ivan Zemlyanskii     | 2554   |

## Junior Feminino
São consideradas como junior feminino as jogadoras que terão menos de 21 anos na integridade do ano civil. As 20 jogadoras junior com os maiores ratings, segundo o ranking da FIDE em janeiro de 2025, são as seguintes:
| Ranking | Jogadora               | Rating |
| ------- | ---------------------- | ------ |
| 1       | Divya Deshmukh         | 2490   |
| 2       | Lu Miaoyi              | 2429   |
| 3       | Zsóka Gaál             | 2404   |
| 4       | Alice Lee              | 2386   |
| 5       | Song Yuxin             | 2384   |
| 6       | Eline Roebers          | 2381   |
| 7       | Anna Shukhman          | 2365   |
| 8       | Meruert Kamalidenova   | 2355   |
| 9       | Afruza Khamdamova      | 2354   |
| 10      | Sarayu Velpula         | 2347   |
| 11      | Dana Kochavi           | 2345   |
| 12      | Bayanmunkh Amin-Erdene | 2342   |
| 13      | Alua Nurman            | 2336   |
| 14      | Amina Kairbekova       | 2336   |
| 15      | Savitha Shri Baskar    | 2331   |
| 16      | Rakshitta Ravi         | 2320   |
| 17      | Olga Karmanova         | 2316   |
| 18      | Nadya Toncheva         | 2313   |
| 19      | Machteld van Foreest   | 2312   |
| 20      | Sahithi Varshini Moogi | 2309   |

## Ligações Externas
- Official FIDE Rating List
- Elo query with world ranking list and historical development since 1990
- Interactive world map of FIDE country rankings
- All Time Rankings - lists the top 10 from 1970 to 1997